# Gjergji Kasneci
Gjergji Kasneci (* 1980) ist ein deutscher Informatiker. Er ist für seine Beiträge im Bereich der Künstlichen Intelligenz bekannt, insbesondere in den Bereichen Wissensdatenbank, semantische Suche und Data Science. Kasneci ist ordentlicher Professor und leitet den Lehrstuhl für Responsible Data Science an der Technischen Universität München (TUM). Er ist Kernmitglied des Munich Data Science Institute.

## Ausbildung und Karriere
Kasneci absolvierte sein Studium der Informatik und Mathematik an der Universität Marburg. Im Jahr 2006 wechselte er zum Max-Planck-Institut für Informatik und promovierte 2009 an der Universität des Saarlandes. Gemeinsam mit seinen Koautoren Fabian Suchanek und Gerhard Weikum forschte er an YAGO, einer der ersten groß angelegten Wissensbasen, die automatisch aus verschiedenen Webquellen erstellt wurden, sowie an semantischen Suchtechnologien für große Wissensbasen. Diese Arbeiten bildeten die Grundlage für viele faktenbasierte Inferenz- und semantische Suchmethoden in der Künstlichen Intelligenz sowie für die Entwicklung sogenannter Wissensgraphen zur strukturierten Informationsgewinnung. Die Arbeit an der YAGO-Wissensbasis wurde mit dem Seoul Test of Time Award des International World Wide Web Conference Committee ausgezeichnet.
Nach seiner Promotion zog Kasneci 2009 nach Großbritannien, um als Postdoktorand bei Microsoft Research Cambridge zu arbeiten. 2011 wurde er als Senior Researcher für Informationssysteme am Hasso-Plattner-Institut in Potsdam, Deutschland, berufen.
Im Jahr 2014 wechselte Kasneci in die Industrie und übernahm bei der Schufa Holding AG die Leitung der Abteilung für Innovation und Strategische Analyse. 2017 wurde er zum Chief Technology Officer des Unternehmens ernannt, eine Position, die er bis 2023 innehatte. Parallel dazu leitete er von 2018 bis 2023 als Honorarprofessor die Forschungsgruppe für Data Science und Analytics an der Universität Tübingen. In diesem Zeitraum war er auch Kernmitglied von Cyber Valley.

## Forschungsschwerpunkte
Die Forschungsinteressen von Kasneci umfassen verschiedene Aspekte der Künstlichen Intelligenz, mit einem besonderen Fokus auf Transparenz, Effizienz und den verantwortungsvollen Einsatz von KI. Seine aktuellen Arbeiten konzentrieren sich auf die Erklärbarkeit und Fairness von KI-Modellen sowie ethische Implikationen von KI.